# Liberianische Fußballnationalmannschaft
Die liberianische Fußballnationalmannschaft, auch Lone Stars genannt, ist die Fußballauswahl des afrikanischen Staates Liberia und wird von der Liberia Football Association organisiert. Obwohl der FIFA-Weltfußballer des Jahres 1995, George Weah, aus Liberia stammt, konnte das Nationalteam noch keine größeren Erfolge verbuchen. Bisher konnten sich die Liberianer noch nie für eine Weltmeisterschaft qualifizieren. Zwei Teilnahmen bei der Afrikameisterschaft beendete Liberia jeweils nach der Vorrunde.

## Rekordspieler
Stand: 17. November 2024
Fettgesetzte Spieler sind noch aktiv
Von den 2024 eingesetzten Spielern hat Oscar Dorley die meisten Spiele (45) bestritten.

### Meiste Einsätze
| #   | Name                 | Zeitraum        | Spiele | Tore |
| --- | -------------------- | --------------- | ------ | ---- |
| 1.  | Joe Nagbe            | 1986–2011       | 77     | 0    |
| 2.  | George Weah          | 1988–2002, 2018 | 75     | 18   |
| 3.  | Kelvin Sebwe         | 1988–2008       | 62     | 10   |
| 4.  | James Debbah         | 1988–2004, 2018 | 58     | 13   |
| 5.  | George Gebro         | 1997–2012       | 48     | 1    |
| 6.  | Anthony Snoti Laffor | 2004–2018       | 46     | 5    |
| 7.  | Oscar Dorley         | 2015–           | 45     | 3    |
| 8.  | Teah Baysah Dennis   | 2011–2019       | 44     | 1    |
| 9.  | Varman Kpoto         | 1997–2008       | 40     | 1    |
| 10. | Fallah Johnson       | 1995–2004       | 37     | 0    |
| 10. | Zizi Roberts         | 1996–2003       | 37     | 9    |

### Rekordtorschützen
| #  | Name            | Zeitraum        | Tore | Spiele |
| -- | --------------- | --------------- | ---- | ------ |
| 1. | George Weah     | 1988–2002, 2018 | 18   | 75     |
| 2. | James Debbah    | 1988–2004, 2018 | 13   | 58     |
| 3. | William Jebor   | 2011–           | 13   | 27     |
| 4. | Kelvin Sebwe    | 1988–2008       | 10   | 62     |
| 5. | Zizi Roberts    | 1996–2003       | 09   | 37     |
| 6. | Oliver Makor    | 1995–2008       | 08   | 32     |
| 7. | Prince Daye     | 1996–2004       | 07   | 25     |
| 7. | Jonathan Sogbie | 1988–1998       | 07   | 27     |

## Weitere bekannte Spieler
- Christopher Wreh (1994–2002)
- Louis Crayton (1999–2011)
- Chris Gbandi (2004–)
- Dioh Williams (2004–2016)
- Willis Forko (2008–)
- Theo Weeks (2008–2016)
- Herron Berrian (2012–)

## Trainer
- Bert Trautmann (1978–1981)
- Philippe Redon (2000)
- Kadala Kromah (2002–2004)
- Joseph Sayon (2004–2006)
- Frank Nagbe (2006–2007)
- Antoine Hey (2008–2009)
- Mark Hateley (2009–2010)
- Bertalan Bicskei (2010–2011)
- Roberto Landi (2011–2012)
- Thomas Kojo (2012)
- Kaetu Smith (2012)
- Frank Nagbe (2012–2013)
- Thomas Kojo (2013–2014)
- James Debbah (2015–2018)
- Peter Butler (2019–2022)
- Ansumana Keita (2022)
- Thomas Kojo (2022–2023)
- Ansumana Keita (2023)
- Mario Marinică (seit 2024)

## Fußball-Weltmeisterschaft
- 1930 bis 1962 – nicht teilgenommen
- 1966 – Teilnahme zurückgezogen
- 1970 bis 1978 – nicht teilgenommen
- 1982 bis 1990 – nicht qualifiziert
- 1994 – Teilnahme während Qualifikationsphase zurückgezogen
- 1998 bis 2022 – nicht qualifiziert

## Fußball-Afrikameisterschaft
- 1957 bis 1965 – nicht teilgenommen
- 1968 – nicht qualifiziert
- 1970 bis 1974 – nicht teilgenommen
- 1976 – nicht qualifiziert
- 1978 und 1980 – nicht teilgenommen
- 1982  – nicht qualifiziert
- 1984 – Teilnahme zurückgezogen
- 1986 bis 1990 – nicht qualifiziert
- 1992 – Teilnahme zurückgezogen
- 1994 – nicht qualifiziert
- 1996 – Vorrunde
- 1998 und 2000 – nicht qualifiziert
- 2002 – Vorrunde
- 2004 bis 2025 – nicht qualifiziert

## Afrikanische Nationenmeisterschaft
- 2009 bis 2011: nicht teilgenommen
- 2014 bis 2023: nicht qualifiziert